# Patrick Martin
Patrick Henry "Pat" Martin, född 19 augusti 1923, död 21 april 1987, var en amerikansk bobåkare.
Martin blev olympisk guldmedaljör i fyrmansbob vid vinterspelen 1948 i Sankt Moritz.